# Rick McCallum
Pour les articles homonymes, voir McCallum.
Richard McCallum, dit Rick McCallum, né le 22 août 1954 à Heidelberg (Allemagne), est un producteur de cinéma américain.
Il a produit notamment les épisodes I, II et III de la saga Star Wars ainsi que la série des Aventures du jeune Indiana Jones.